# Atsuko Wakai
Atsuko Wakai (若井敦子) é uma karateka japonesa que ganhou muitos troféus internacionais em kata individual feminina, em particular nos Campeonatos do Mundo de Karate da World Karate Federation (WKF) em 1998, 2000, 2002 e 2004, como membro da equipa da Federação Japonesa de Karate (JKF). De facto, ela é referenciada por muitos especialistas como a mulher mais titulada no mundo do desporto, depois da turca Yildiz Aras.

## Biografia
Ainda muito nova, com cerca de quatro anos de idade, Atsuko Wakai foi vítima de um acidente de automóvel, que a obrigou a permanecer hospitalizada quatro meses, com sérias lesões na cabeça. Tais lesões afectaram-lhe o sistema nervoso e só pôde mover novamente o seu corpo, gradualmente e após uma longa convalescença e recuperação através de fisioterapia. Quando deixou o hospital, os seus pais registaram-na num clube de karate (Gifu Dojo) da All Japan Seigokan Karatedo Association, sob a direcção técnica do Shihan Yasufumi Ohno (8º Dan), para a ajudar a encontrar a sua força e coordenação.
A sua tenaz determinação em vencer, levou-a a integrar a Equipa de Competição da Japan Karatedo Federation (JKF) e transformou-a na Campeã Mundial de Karate mais medalhada de sempre.
Após sagrar-se campeã na modalidade de kata, no Jogos Mundiais de 2005, Wakai retira-se das competições de karaté e, no mesmo ano, é condecorada com a Medalha de Honra ao Mérito por Serviços Relevantes pelo Ministro de Educação, Cultura, Desportos, Ciências e Tecnologia do Japão. Em 2006, recebe o prémio de Excelência do Comité Olímpico Japonês. Em 2007, torna-se a diretora da equipe de karaté da Companhia de Transportes Seino. Em março do mesmo ano e outubro de 2008, visitou a Columbia Britânica para realizar um estágio. Depois, em dezembro de 2008, leciona no Havaí e, em junho de 2009, na Flórida